# Guadana
Genre
Guadana est un genre d'araignées aranéomorphes de la famille des Sparassidae.

## Distribution
Les espèces de ce genre se rencontrent en Amérique du Sud.

## Liste des espèces
Selon World Spider Catalog (version 22.5, 01/12/2021) :
- Guadana alpahuayo Rheims, 2021
- Guadana amendoim Rheims, 2021
- Guadana arawak Rheims, 2021
- Guadana manauara Rheims, 2010
- Guadana mapia Rheims, 2021
- Guadana muirpinima Rheims, 2021
- Guadana neblina Rheims, 2010
- Guadana panguana Rheims, 2010
- Guadana quillu Rheims, 2010
- Guadana tambopata Rheims, 2010
- Guadana ucayali Rheims, 2021
- Guadana urucu Rheims, 2010

## Publication originale
- Rheims, 2010 : « A new genus of huntsman spiders from the Neotropical region (Araneae: Sparassidae: Heteropodinae). » Zootaxa, no 2650, p. 33-46.